# Dimension Point
Dimension Point (jap. ディメンション ポイント) – działające od lipca 2013 do 16 września 2018 roku wydawnictwo muzyczne Avex Entertainment, z którego korzystała Namie Amuro. Rozwiązane z powodu przejścia Namie Amuro na emeryturę.

## Historia
10 lipca 2013 roku jako pierwsze dzieło wytwórni ukazał się album „FEEL”, ostatnim był album z największymi przebojami Namie Amuro „Finally”, który ukazał się 8 listopada 2017 roku.

## Wydania
Japoński standardowy numer magazynowy zaczyna się od: AVCN-99*** (CD), AVBN-99*** (DVD), AVXN-99*** (Blu-ray), AVJN-99*** (Winyl)
| Numer produktu | Data wydania         | Artysta     | Tytuł                                      | Informacje                               |
| -------------- | -------------------- | ----------- | ------------------------------------------ | ---------------------------------------- |
| 99001          | 10 lipca 2013        | Namie Amuro | FEEL                                       | Album CD + DVD                           |
| 99002          | 10 lipca 2013        | Namie Amuro | FEEL                                       | Album CD + Blu-ray                       |
| 99003          | 10 lipca 2013        | Namie Amuro | FEEL                                       | Album CD                                 |
| 99004          | 29 stycznia 2014     | Namie Amuro | TSUKI                                      | Singel CD + DVD                          |
| 99005          | 29 stycznia 2014     | Namie Amuro | TSUKI                                      | Singel CD                                |
| 99006          | 26 lutego 2014       | Namie Amuro | namie amuro FEEL tour 2013                 | DVD                                      |
| 99007          | 26 lutego 2014       | Namie Amuro | namie amuro FEEL tour 2013                 | Blu-ray                                  |
| AVC6-99008〜9  | 26 marca 2014        | Namie Amuro | namie amuro FEEL tour 2013                 | Album 2CD + DVD (wersja do wypożyczenia) |
| 99010          | 4 czerwca 2014       | Namie Amuro | Ballada                                    | Album CD + DVD                           |
| 99011          | 4 czerwca 2014       | Namie Amuro | Ballada                                    | Album CD + Blu-ray                       |
| 99012          | 4 czerwca 2014       | Namie Amuro | Ballada                                    | Album CD                                 |
| 99013          | 24 lipca 2014        | Kompilacja  | TWERK 'EM ALL                              | Album CD                                 |
| 99014          | 12 listopada 2014    | Namie Amuro | BRIGHTER DAY                               | Singel CD + DVD                          |
| 99015          | 12 listopada 2014    | Namie Amuro | BRIGHTER DAY                               | Singel CD                                |
| 99016〜7       | 11 lutego 2015       | Namie Amuro | namie amuro LIVE STYLE 2014                | 2DVD (Płyta Deluxe)                      |
| 99018          | 11 lutego 2015       | Namie Amuro | namie amuro LIVE STYLE 2014                | Blu-ray (Płyta Deluxe)                   |
| 99019          | 11 lutego 2015       | Namie Amuro | namie amuro LIVE STYLE 2014                | DVD                                      |
| 99020          | 11 lutego 2015       | Namie Amuro | namie amuro LIVE STYLE 2014                | Blu-ray                                  |
| AVC6-99021〜2  | 11 lutego 2015       | Namie Amuro | namie amuro LIVE STYLE 2014                | Album 2CD (wersja do wypożyczenia)       |
| AVC6-99023     | 11 marca 2015        | Namie Amuro | namie amuro LIVE STYLE 2014 -Live Ballada- | Album CD (wersja do wypożyczenia)        |
| 99024          | 10 czerwca 2015      | Namie Amuro | _genic                                     | Album CD + DVD                           |
| 99025          | 10 czerwca 2015      | Namie Amuro | _genic                                     | Album CD + Blu-ray                       |
| 99026          | 10 czerwca 2015      | Namie Amuro | _genic                                     | Album CD                                 |
| 99027          | 2 grudnia 2015       | Namie Amuro | Red Carpet                                 | Singel CD + DVD                          |
| 99028          | 2 grudnia 2015       | Namie Amuro | Red Carpet                                 | Singel CD                                |
| 99029          | 2 marca 2016         | Namie Amuro | namie amuro LIVEGENIC 2015–2016            | DVD                                      |
| 99030          | 2 marca 2016         | Namie Amuro | namie amuro LIVEGENIC 2015–2016            | Blu-ray                                  |
| AVC6-99031〜2  | 2 marca 2016         | Namie Amuro | namie amuro LIVEGENIC 2015–2016            | Album 2CD (wersja do wypożyczenia)       |
| 99033          | 18 maja 2016         | Namie Amuro | Mint                                       | Singel CD + DVD                          |
| 99034          | 18 maja 2016         | Namie Amuro | Mint                                       | Singel CD                                |
| 99037          | –                    | Namie Amuro | Mint                                       | Winyl                                    |
| 99035          | 27 lipca 2016        | Namie Amuro | Hero                                       | Singel CD + DVD                          |
| 99036          | 27 lipca 2016        | Namie Amuro | Hero                                       | Singel CD                                |
| 99038          | –                    | Namie Amuro | Hero                                       | Winyl                                    |
| 99039          | 26 października 2016 | Namie Amuro | Dear Diary/Fighter                         | Singel CD + DVD                          |
| 99040          | 26 października 2016 | Namie Amuro | Dear Diary/Fighter                         | Singel CD                                |
| 99041          | 26 października 2016 | Namie Amuro | Dear Diary/Fighter                         | Singel CD (First Limited Edition)        |
| 99042〜3       | 26 października 2016 | Namie Amuro | Dear Diary/Fighter                         | Singel CD (Wyłącznie do wypożyczenia)    |
| 99046〜7       | 3 maja 2017          | Namie Amuro | namie amuro LIVE STYLE 2016–2017           | 2DVD                                     |
| 99048          | 3 maja 2017          | Namie Amuro | namie amuro LIVE STYLE 2016–2017           | Blu-ray                                  |
| 99044          | 31 maja 2017         | Namie Amuro | Just You and I                             | Singel CD + DVD                          |
| 99045          | 31 maja 2017         | Namie Amuro | Just You and I                             | Singel CD                                |
| 99049～51      | 8 listopada 2017     | Namie Amuro | Finally                                    | Album 3CD + DVD                          |
| 99052～4       | 8 listopada 2017     | Namie Amuro | Finally                                    | Album 3CD + Blu-ray                      |
| 99055～7       | 8 listopada 2017     | Namie Amuro | Finally                                    | Album 3CD                                |